# باشگاه فوتبال تالین سادام
باشگاه فوتبال تالین سادام (انگلیسی: JK Tallinna Sadam) یک باشگاه فوتبال در شهر تالین، استونی بود.
این باشگاه که در سال ۱۹۹۱ تأسیس و در سال ۱۹۹۹ منحل شده‌است سابقه ۲ قهرمانی در جام حذفی فوتبال استونی را در کارنامه دارد.

## افتخارات
- جام حذفی فوتبال استونی: (۲)

۱۹۹۵–۹۶, ۱۹۹۶–۹۷
- سوپر جام فوتبال استونی: (۱)

۱۹۹۶–۹۷
- لیگ برتر فوتبال استونی: نایب قهرمان (۲)